# Il colosso d'argilla
Il colosso d'argilla (The Harder They Fall) è un film del 1956 diretto da Mark Robson. Girato in bianco e nero, ha tra gli interpreti Humphrey Bogart, Rod Steiger, Jan Sterling e Harold J. Stone.
Fu sceneggiato da Philip Yordan e Budd Schulberg, sulla base del romanzo omonimo dello stesso Schulberg ambientato nel mondo del pugilato e liberamente ispirato alla figura di Primo Carnera. Nel film appaiono anche i pugili Max Baer e Jersey Joe Walcott.
Fu mentre girava questo film che Bogart accusò i primi sintomi del male che lo avrebbe ucciso neno di un anno dopo. Il ruolo da lui interpretato di Eddie Willis era ricavato sulla figura realmente esistita del giornalista e promotore di eventi sportivi Harold Conrad.
Il film fu presentato in concorso al Festival di Cannes 1956. Il direttore della fotografia Burnett Guffey fu candidato ai Premi Oscar 1957.

## Trama
Eddie Willis, un cronista sportivo disoccupato, si fa coinvolgere a malincuore, in un'impresa disonesta orchestrata da Nick Benko, un organizzatore di incontri truccati, con l'intento di lanciare un pugile argentino possente, Toro Moreno, ma di scarse qualità. Da qui il titolo italiano.

Durante un diverbio con Eddie Willis, Toro scoprirà la propria inettitudine, subendo un KO con il proprio allenatore. Nonostante ciò, il pugile riscatterà il suo onore affrontando con coraggio il campione del mondo che gli romperà la mascella in un drammatico e vero incontro. Subito dopo Willis scoprirà il raggiro di Nick Benko ai danni di Toro e per questo regalerà il proprio cospicuo compenso all'ingenuo pugile, facendolo poi tornare in Argentina e denunciando gli imbrogli di un mondo pugilistico corrotto.

## Critica
«grande efficacia drammatica... il ring è parafrasi della lotta per la vita.» ***